# Verkehrsstation Wien Handelskai

Die Verkehrsstation Wien Handelskai liegt im 20. Wiener Gemeindebezirk Brigittenau und besteht aus zwei einander kreuzenden Haltestellen der ÖBB (S-Bahn und ÖBB-Regionalverkehr), die jeweils als Haltestelle Wien Handelskai bezeichnet werden, und der U-Bahn-Station Handelskai der Linie U6. Namensgeber ist der 1884 benannte, nach der Donauregulierung entstandene Handelskai, eine der wichtigsten Verkehrsachsen Wiens.

## Geschichte
Obwohl die Station selbst nur eine vergleichsweise sehr kurze Geschichte hat, gehört die Nordbahn, die hier den Handelskai quert, zu den ältesten Eisenbahnstrecken in Österreich. Sie lässt sich bis in die 1830er Jahre zurückverfolgen. Die Strecke in ihrer heutigen Form besteht seit der Eröffnung der damaligen Kaiser-Ferdinand-Nordbahnbrücke im Jahr 1874, die aktuelle Nordbahnbrücke wurde 1957 eröffnet. Im Jahr 1962 erfolgte die offizielle Eröffnung der den Handelskai überquerenden Stammstrecke der S-Bahn.
Die Station selbst wurde erst in den 1990er Jahren als Knotenpunkt mehrerer Strecken konzipiert und realisiert. Die Station an der Stammstrecke wurde lediglich in den bestehenden Streckenverlauf eingefügt. Die U6-Station war Bestandteil der damals neu gebauten U-Bahn-Strecke ab Nußdorfer Straße nach Floridsdorf, mit der sie 1996 eröffnet wurde. Gleichzeitig wurde die S45 von Heiligenstadt über die Vorortelinie-Donaukanalbrücke zum neu in Betrieb gegangenen Bahnsteig an der Donauländebahn verlängert. Mit der Eröffnung des Einkaufszentrums Millenniumcity im Jahr 1999 und des angeschlossenen Multiplexkinos erhöhte sich die Fahrgastfrequenz. 2010 wurde der 2008 begonnene Bürokomplex Rivergate nördlich des Maria-Restituta-Platzes bezugsreif, was erneut ein Mehr an Fahrgästen brachte. Im Jahr 2018 lag der Bahnhof Wien Handelskai mit rund 42.500 ein- und aussteigenden Passagieren pro Tag auf Platz 6 der meistfrequentierten Bahnhöfe Österreichs.
Im Zuge von Bauarbeiten entlang der gesamten Stammstrecke sollen von 2023 bis 2026 die Bahnsteige 1 und 2 verlängert und mit zusätzlichen Ausgängen im Bereich der Engerthstraße ausgestattet werden.

## Stationsbauwerk

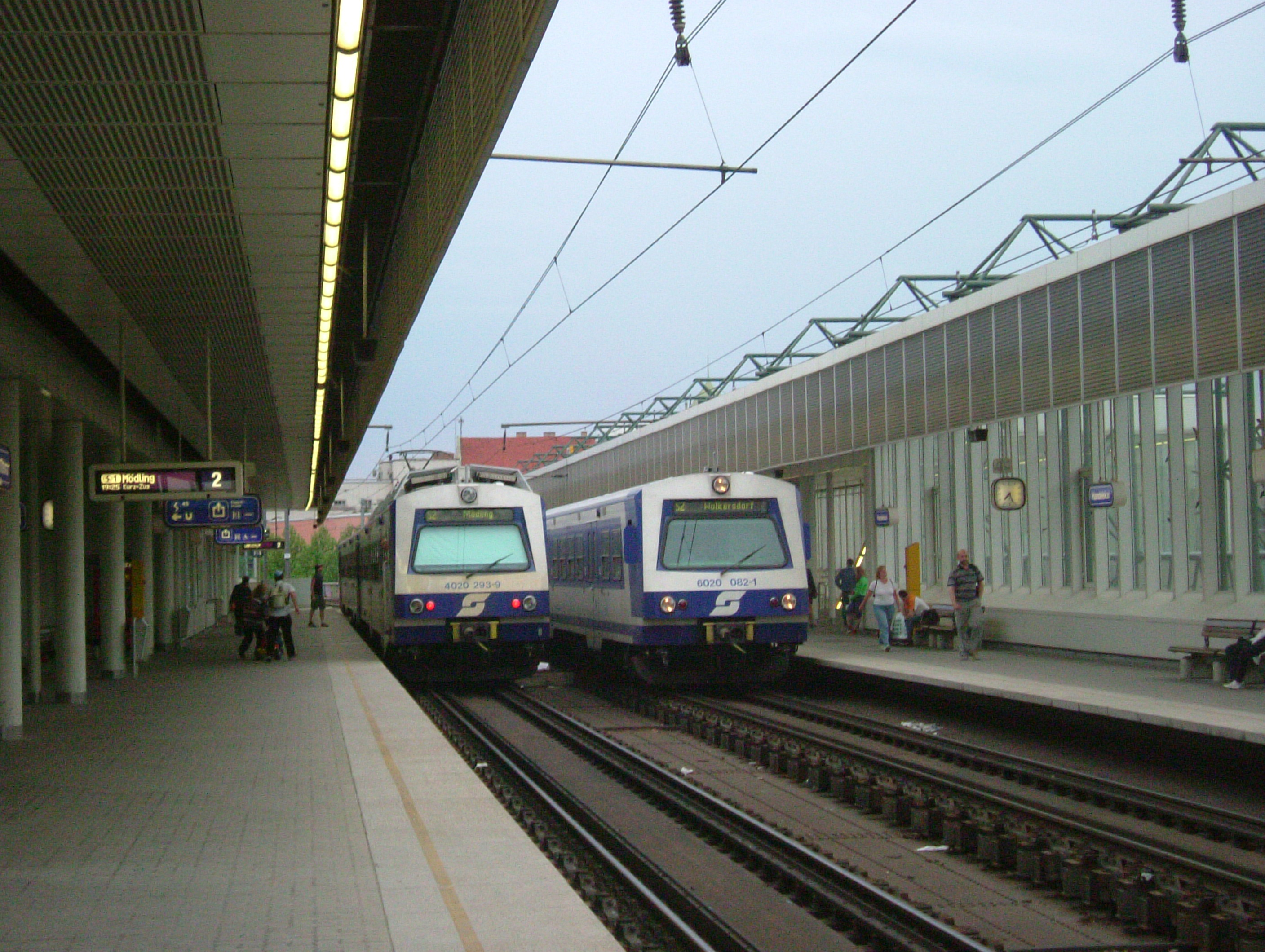
Züge der S-Bahn auf der oberen Ebene

Die Seitenbahnsteige der ÖBB-Station an der Stammstrecke der Wiener S-Bahn erstrecken sich in Hochlage zwischen der Nordbahnbrücke und dem Maria-Restituta-Platz und überqueren sowohl den Handelskai als auch den Mittelbahnsteig an der Donauuferbahn, der sich rechtwinklig dazu zwischen dem Handelskai und der Uferpromenade auf dem Donaudamm befindet. Die Bahnsteige der Stammstrecke werden von den Regionalzügen und vier S-Bahnlinien der Stammstrecke bedient. An den Bahnsteigkanten der Donauuferbahn beginnen bzw. enden die Züge der Linie S45, die unmittelbar südöstlich der Station auf einem Stumpfgleis wendet und weiter über die Vorortelinie nach Wien Hütteldorf verkehrt. Die Linie U6 hält an eigenen Seitenbahnsteigen, die sich in Hochlage parallel zu jenen der S-Bahn-Stammstrecke befinden. Die Bahnsteige der Stammstrecke Richtung Floridsdorf und der U6 Richtung Siebenhirten sind miteinander verbunden. Die Bahnsteige haben eine Länge von 150 Metern.
Von den oberen Bahnsteigen führen Aufzüge, Rolltreppen und feste Stiegen in die unter dem Tragwerk befindliche Aufnahmehalle am Maria-Restituta-Platz (Ausgang Engerthstraße). Weiters führen Stiegen hinab zum Ausgang Donaupromenade. Der Bahnsteig der S45 ist nur von den darüberliegenden Bahnsteigen per fester Treppe und Aufzug erreichbar. In der Engerthstraße, auf der anderen Seite des Maria-Restituta-Platzes, halten die Buslinien 5A, 11A und 11B.
Seit Sommer 2018 werden die Bahnsteige der Station mit klassischer Musik beschallt. Dies soll Fahrgäste beruhigen. Bisher existiert diese Einrichtung nur am Bahnhof Handelskai. Eine Ausweitung auf weitere Wiener Bahnhöfe wird nicht ausgeschlossen.

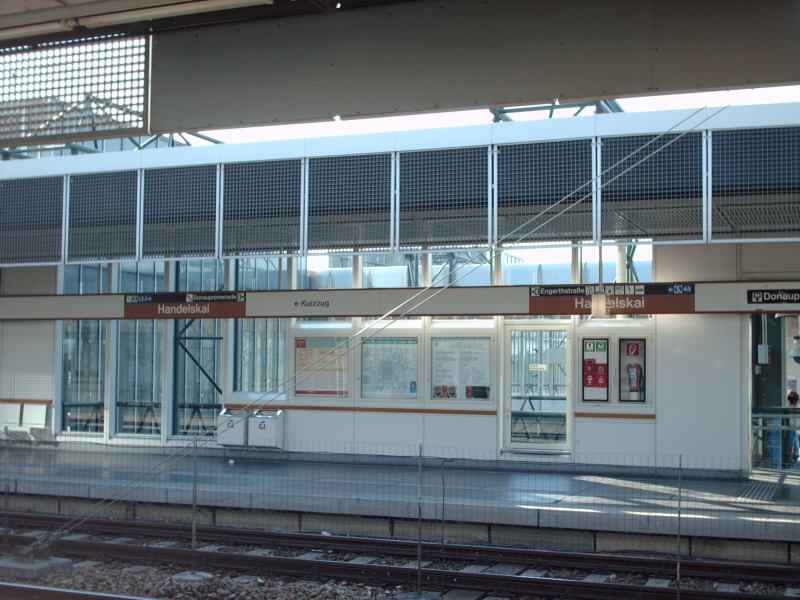
Station der Linie U6
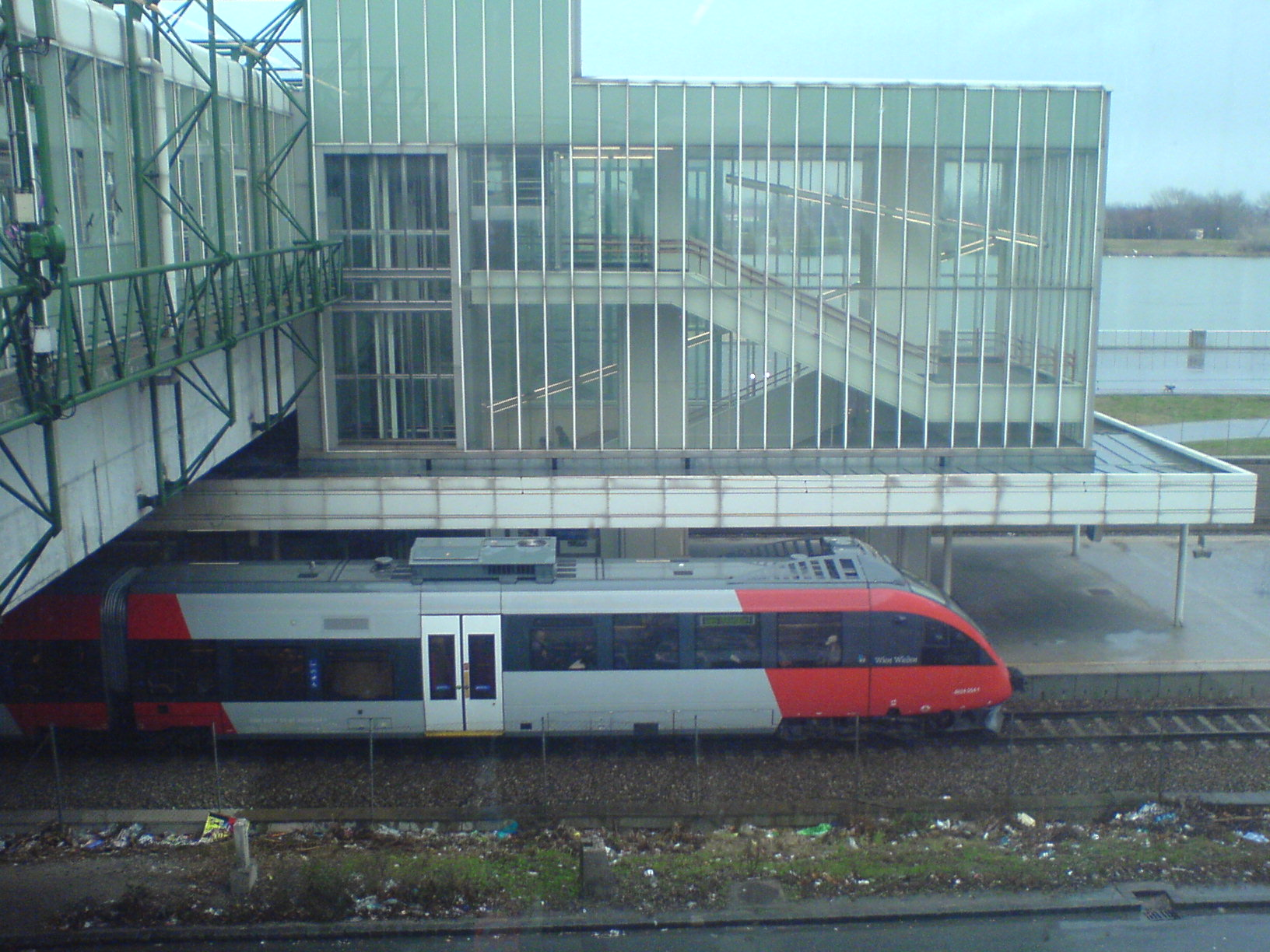
Bahnsteige Haltestelle Wien Handelskai (Linie S45) mit einem Talent-Zug
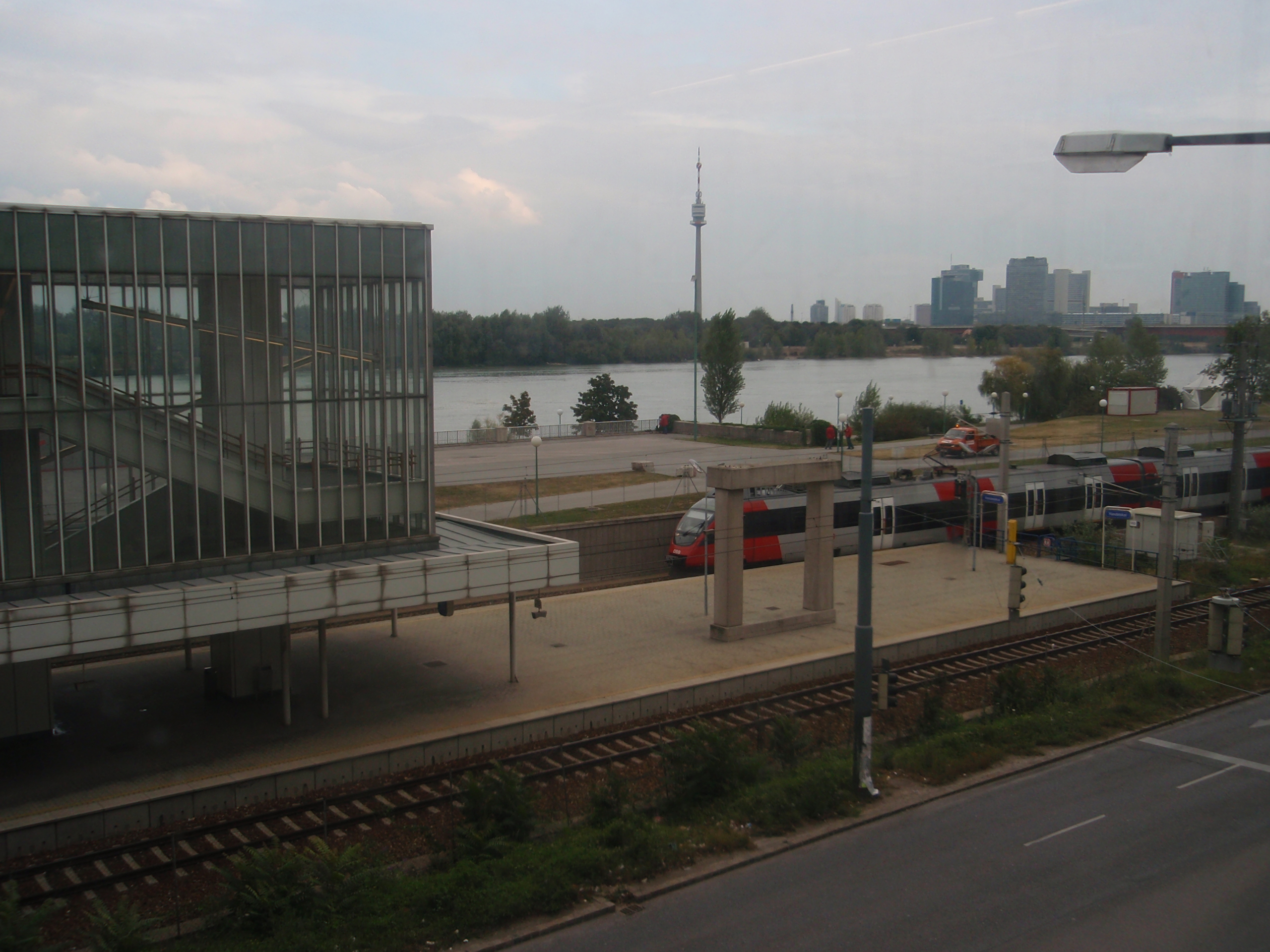
Bahnsteigbereiche der S45 mit der Donau und der Donaucity im Hintergrund

## Linien im Verkehrsverbund Ost-Region
| Linie                        | Verlauf |
| ---------------------------- | --- |
| Österreichische Bundesbahnen | Regionalexpress- und Regionalzüge nach Wien Floridsdorf, Retz, Znojmo, Laa an der Thaya, Bernhardsthal, Břeclav, Wien Praterstern, Wien Meidling, Wiener Neustadt Hbf, Payerbach-Reichenau |
| S1                           | Wien Meidling – Wien Matzleinsdorfer Platz – Wien Hauptbahnhof 1-2 – Wien Quartier Belvedere – Wien Rennweg – Wien Mitte – Wien Praterstern – Wien Traisengasse – Wien Handelskai – Wien Floridsdorf – Gänserndorf – Marchegg |
| S2                           | Mödling – Wien Meidling – Wien Matzleinsdorfer Platz – Wien Hauptbahnhof 1-2 – Wien Quartier Belvedere – Wien Rennweg – Wien Mitte – Wien Praterstern – Wien Traisengasse – Wien Handelskai – Wien Floridsdorf – Wolkersdorf – Mistelbach (– Laa an der Thaya) |
| S3                           | Wiener Neustadt Hbf – Baden – Wien Meidling – Wien Matzleinsdorfer Platz – Wien Hauptbahnhof 1-2 – Wien Quartier Belvedere – Wien Rennweg – Wien Mitte – Wien Praterstern – Wien Traisengasse – Wien Handelskai – Wien Floridsdorf – Stockerau – Hollabrunn |
| S4                           | Wiener Neustadt Hbf – Baden – Wien Meidling – Wien Matzleinsdorfer Platz – Wien Hauptbahnhof 1-2 – Wien Quartier Belvedere – Wien Rennweg – Wien Mitte – Wien Praterstern – Wien Traisengasse – Wien Handelskai – Wien Floridsdorf – Stockerau – Absdorf-Hippersdorf (– Tulln Stadt – Tullnerfeld) |
| S7                           | (Laa an der Thaya –) Mistelbach – Wolkersdorf – Wien Floridsdorf – Wien Handelskai – Wien Traisengasse – Wien Praterstern – Wien Mitte – Wien Rennweg – Wien St. Marx – Wien Geiselbergstraße – Wien Zentralfriedhof – Wien Kaiserebersdorf – Schwechat – Mannswörth – Flughafen Wien – Fischamend – Maria Ellend a.d. Donau – Haslau – Regelsbrunn – Wildungsmauer – Petronell-Carnuntum – Bad Deutsch-Altenburg – Hainburg a.d. Donau Kulturfabrik – Hainburg a.d. Donau Personenbahnhof – Hainburg a.d. Donau Ungartor – Wolfsthal |
| Vorortelinie                 | Wien Handelskai – Wien Heiligenstadt – Wien Oberdöbling – Wien Krottenbachstraße – Wien Gersthof – Wien Hernals – Wien Ottakring – Wien Breitensee – Wien Penzing – Wien Hütteldorf |
| U6                           | Siebenhirten – Perfektastraße – Erlaaer Straße – Alterlaa – Am Schöpfwerk – Tscherttegasse – Bahnhof Meidling – Niederhofstraße – Längenfeldgasse – Gumpendorfer Straße – Westbahnhof – Burggasse-Stadthalle – Thaliastraße – Josefstädter Straße – Alser Straße – Michelbeuern-AKH – Währinger Straße-Volksoper – Nußdorfer Straße – Spittelau – Jägerstraße – Dresdner Straße – Handelskai – Neue Donau – Floridsdorf |
| 5A                           | Griegstraße – Handelskai – Traisengasse – Dresdner Straße – Gaußplatz – Nestroyplatz |
| 11A                          | Stadion – Hillerstraße – Vorgartenstraße – Handelskai – Friedrich-Engels-Platz – Heiligenstadt |
| 11B                          | Hillerstraße – Vorgartenstraße – Handelskai – Friedrich-Engels-Platz |
| N8                           | Alterlaa – Hetzendorf – Bahnhof Meidling – Längenfeldgasse – Gürtel – Handelskai |